# Кречетников, Никита Семёнович
Никита Семёнович Кречетников (ум. 1745) — генерал-майор из рода Кречетниковых, президент Ревизион-коллегии (1741—1745). Отец генералов Петра и Михаила Кречетниковых.
Участник Русско-турецкой войны 1735—1739. В 1740 году был генерал-провиантмейстером. В это время князь Н. Ю. Трубецкой задумал восстановить и усилить институт обер-прокуроров и, получив на это согласие регента Бирона, представил Кречетникова на должность обер-прокурора Св. Синода, остававшуюся вакантной после увольнения в 1730 году второго обер-прокурора, А. П. Баскакова. Кречетников указом 3 ноября 1740 года назначен обер-прокурором Синода, с производством в генерал-майоры; но низвержение Бирона повлекло за собой и отмену проекта князя Трубецкого. Кречетников не вступал в должность и в феврале 1741 года просил об назначении его к какому-нибудь месту.
8 июля 1741 года он был назначен президентом Ревизион-коллегии с производством в действительные статские советники, на каковом посту и скончался в 1745 году.
Жена — Екатерина Григорьевна Собакина. (В 1766 году совместно с сыновьями продала двор в Москве. Данные из Актовой книги по г. Москве).